# Rabarbersvamp
Rabarbersvamp (Chroogomphus rutilus), som också kallas rödgul slemskivling, är en svampart. Foten blir 4–10 cm hög. Svampen är ätlig, men inte god och kan användas för att färga garn.